# Kaple Panny Marie Sněžné (Děčín)
Poutní místo kaple Panny Marie Sněžné v Děčíně je nenápadná vestavba mezi děkanským kostelem Povýšení svatého Kříže a krytou chodbou na pilířových arkádách vedoucí podél ulice Dlouhá jízda na děčínský zámek.

## Historie

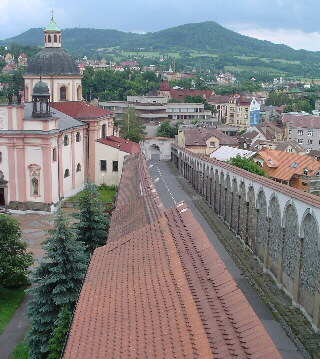
Kaple Panny Marie Sněžské se dvěma okny a šikmou střechou je umístěna mezi Dlouhou jízdou a kostelem Povýšení sv. Kříže.

Do této kaple tvořící spojnici mezi děčínským zámkem a kostelem Povýšení sv. Kříže (1687–1691) dal pořídit roku 1750 tehdejší děčínský děkan Josef, svobodný pán von Wilczek kopii milostného obrazu Panny Marie, zhotovené podle vzoru z baziliky Santa Maria Maggiore v Římě. Kopii posvětil papež Benedikt XIV. (1740–1758) a děkan Wilczek ji pak umístil do postranní zpovědní kaple, která dostala jméno Panny Marie Sněžné. Od této doby tam vznášeli své prosby děčínští měšťané a obraz se těšil zvláště úctě dětí. Je zaznamenáno několik zázračných uzdravení na přímluvu v této kapli. Tím se kaple stala na regionální úrovni oblíbeným poutním místem navštěvovaným především 5. srpna na svátek Panny Marie Sněžné. Kaple je přístupná ze tří míst: z kryté chodby z děčínského zámku, z kostela Povýšení sv. Kříže a bočním vchodem vedle brány do Dlouhé jízdy.